# Индуизм в Португалии
По данным на 2004 год в Португалии проживало около 8000 индуистов. Большинство португальских индусов — это гуджаратцы родом из Мозамбика, переселившиеся в Португалию после 1974 года. Значительную долю индуистского населения Португалии также составляют выходцы из Гоа и пенджабцы. Большинство индусов проживают в Лиссабоне и округе.
В 1982 году была основана «Индуистская община Португалии» (порт. Comunidade Hindu de Portugal) — организация, объединяющая индуистов Португалии. Индуистские храмы функционируют в Лиссабоне, Порту и Фару. Крупнейшим индуистским храмом в стране является Храм Радхи-Кришны в Лиссабоне, открытый в 1998 году. На церемонии открытия присутствовал тогдашний президент Португалии Жорже Сампайю.
С конца 1970-х годов в Португалии осуществляет свою деятельность вайшнавская религиозная организация Международное общество сознания Кришны (ИСККОН). 